# Gunillaea rhodesica
Gunillaea rhodesica là loài thực vật có hoa trong họ Hoa chuông. Loài này được (Adamson) Thulin mô tả khoa học đầu tiên năm 1974.